# Coriolanus (film, 1979)
Pour plus de détails, voir Fiche technique et Distribution.
Coriolanus est un film américain réalisé par Wilford Leach, sorti en 1979.

## Synopsis
Un héros banni de Rome s'allie avec un ennemi juré pour se venger de la ville.

## Fiche technique
- Titre original : Coriolanus
- Réalisation : Wilford Leach
- Scénario : d'après William Shakespeare
- Production : Joseph Papp
- Pays d'origine :  États-Unis

## Distribution
- Frank Adu : Junius Brutus
- Thomas Martell Brimm : Adrian
- Robert Christian : Tullus Aufidius
- Gloria Footer : Volumina
- Clebert Ford : Sicinius Velutus
- Morgan Freeman : Coriolanus
- Earle Hyman : Cominius
- CCH Pounder : Valeria
- Michele Shay : Virgilia
- Denzel Washington : Aedile, citoyen romain

## Autour du film
- Il s'agit du premier long-métrage dans lequel tourne l'acteur Denzel Washington.